# Giorgos Krommidas
Giorgos Krommidas (griechisch Γιώργος Κρομμύδας, auch Georgios Krommydas; * 9. Mai 1936 in Kavala, Griechenland; † 7. April 2021 in Bonn) war ein griechisch-deutscher Schriftsteller.

## Leben
Giorgos Krommidas war gebürtiger Grieche. Er kam 1961 in die Bundesrepublik Deutschland. Das geplante Studium der Architektur gab er auf und übte bis 1984 diverse Tätigkeiten aus. Daneben spielte er häufig in Casinos, war selbst Croupier und leitete zeitweise eigene Spielclubs. Seit 1985 schrieb er literarische Texte in deutscher Sprache. Krommidas lebte in Bonn.
Giorgos Krommidas verfasste Erzählungen und Gedichte, in denen er vorwiegend persönliche Erfahrungen verarbeitete. Er war Mitglied des Verbands Deutscher Schriftsteller, der Schriftstellervereinigung „Die Kogge“ und des Bonner Literaturvereins. 1988 und 1996 erhielt er ein Arbeitsstipendium des Kultusministeriums des Landes Nordrhein-Westfalen.

## Werke
- Tagebuch einer Trennung, Ulrika Evers (Hrsg.), edition gelber igel, Galerie Die Wand, Bonn 1986[3]
- Du aber, Lissi, hab' keine Angst, Ulrika Evers (Hrsg.), edition gelber igel, Galerie Die Wand, Bonn 1987[4]
- Ithaka, Verlag Die Mücke, Katzmarz & Fieberg, Bonn 1989, ISBN 978-3-926829-09-2
  - Neuveröffentlichung: Avlos, Linz am Rhein 2000, ISBN 978-3-929634-46-4
- Die Liebe übrigens, Avlos, Sankt Augustin 1994, ISBN 978-3-929634-04-4
- Der Ölberg, Avlos, Sankt Augustin 1996, ISBN 978-3-929634-18-1
- Die Flügel der Rotkehlchen, Free Pen Verlag, Bonn 2001, 2. Auflage 2009, ISBN 978-3-938114-42-1